# Will Smallbone
Will Anthony Patrick Smallbone (Basingstoke, Inglaterra, 21 de febrero de 2000) es un futbolista británico, nacionalizado irlandés, que juega en la demarcación de centrocampista para el Southampton F. C. de la EFL Championship de Inglaterra.

## Biografía
Tras formarse en las filas inferiores del Southampton F. C. desde los ocho años, finalmente en la temporada 2019-20 ascendió al primer equipo, haciendo su debut el 4 de enero de 2020 en un encuentro de la FA Cup contra el Huddersfield Town F. C. tras sustituir a Stuart Armstrong en el minuto 71, con un resultado de 2-0. Desde entonces jugó veinte partidos hasta su marcha en forma de cesión al Stoke City F. C. para la campaña 2022-23.

## Selección nacional
Tras jugar en las categorías inferiores de la selección, finalmente hizo su debut con la selección de fútbol de Irlanda en un partido amistoso contra Letonia que finalizó con un resultado de 3-2 tras los goles de Callum O'Dowda, Evan Ferguson y Chiedozie Ogbene para Irlanda, y de Roberts Uldriķis y Artūrs Zjuzins para el combinaco letón.

## Clubes
| Club                      | País       | Año       | Partidos | Goles |
| ------------------------- | ---------- | --------- | -------- | ----- |
| Southampton F. C.         | Inglaterra | 2019-2022 | 20       | 1     |
| Stoke City F. C. (cedido) | Inglaterra | 2022-2023 | 46       | 3     |
| Southampton F. C.         | Inglaterra | 2023-     | 70       | 8     |